# Isabel Carlota do Palatinado
Isabel Carlota do Palatinado (em alemão: Elisabeth Charlotte von der Pfalz; Heidelberg, 27 de maio de 1652 – Saint-Cloud, 8 de dezembro de 1722), apelidada de "Liselotte" e "Princesa Palatina", foi uma princesa alemã e segunda esposa de Filipe I, Duque de Orleães, irmão mais novo de Luís XIV de França, e viúvo de Henriqueta Ana da Inglaterra. Era filha de Carlos I Luís, Eleitor Palatino e de Carlota de Hesse-Cassel.

## Infância e Juventude

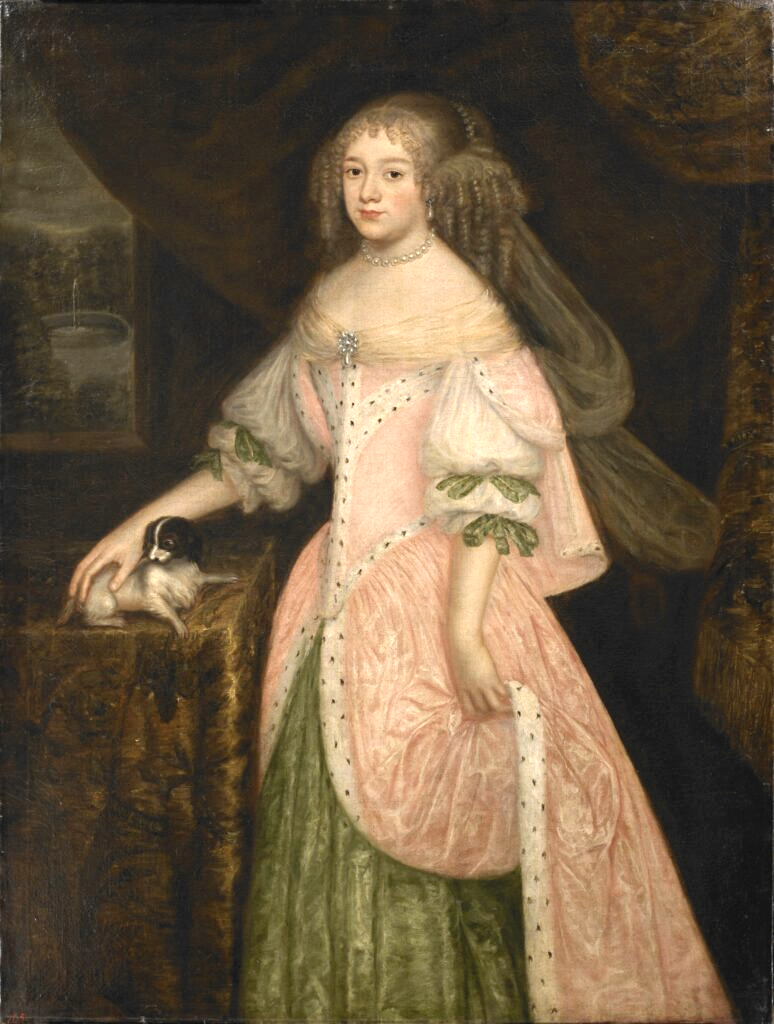
Isabel Carlota, quando princesa do Palatinado

Nascida em 27 de maio de 1652 no castelo de Heidelberg, filha de Carlos I da Baviera, Eleitor palatino do Reno e de Carlota de Hesse-Cassel (ou Hessen-Kassel).
Na infância ela era conhecida como Liselotte - uma mistura de seus nomes. Seus pais tinham um casamento dinástico e infeliz. No ano de 1653, o seu pai iniciou um romance com Marie Luise von Degenfeld, a esposa de um dos atendentes. Ele pretendia casar-se com ela, sem uma decisão judicial de divórcio, e alegou ter feito isso para legitimar as crianças bastardas. Carlota tinha cinco anos, quando foi enviada para viver com Sofia, a irmã de seu pai, e esposa de Ernesto Augusto, eleitor de Hanôver. 
Em 1663, Liselotte teve de mudar para Heidelberg onde foi viver com o pai, a madrasta, quinze meio-irmãos, e com o irmão, o futuro Carlos II do Palatinado. 
Liselotte queria se casar com o primo Guilherme de Orange, que viria a tornar-se rei da Inglaterra, mas a família dela preferiu fazer um casamento mais vantajoso com o irmão do Rei de França, recentemente viúvo de Henriqueta Ana Stuart.

## Casamento

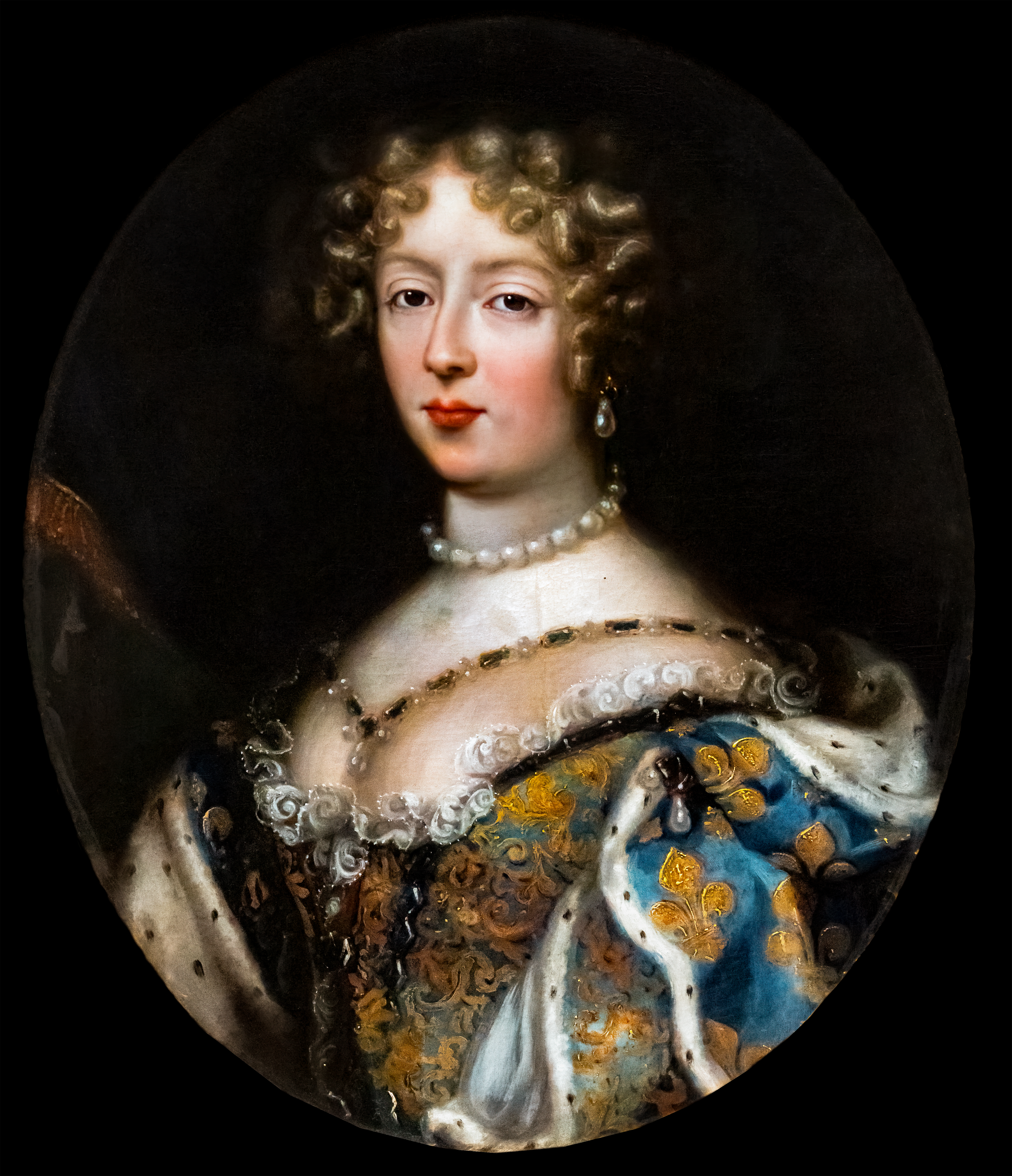
Isabel Carlota

Em 16 de novembro de 1671, ela se casou por procuração em Metz. Antes de chegar na França, ela formalmente convertida ao catolicismo romano. Na corte francesa, seu marido Felipe era conhecido pelo tradicional título honorífico de Monsieur. Como sua esposa, Isabel Carlota assumiu o título de Madame. Isabel Carlota era bem próxima de suas duas enteadas: Maria Luísa de Orleães e Ana Maria. 
As aventuras homossexuais de seu marido eram conhecidas por toda a corte. Isabel ainda confidenciou que ele precisava de "rosários e medalhas de santos penduradas nos locais adequados para dormir" com ela. A Duquesa confessou que era repreendida pelo marido até mesmo quando tocava-o acidentalmente durante o sono.
Isabel tinha apartamentos em Versalhes, a utilização do Palais-Royal, em Paris, e sua residência favorita, o belo Château de Saint-Cloud, nos arredores de Paris, que era a residência principal do casal, quando não estavam no Palácio de Versalhes. 
O casamento foi, primeiramente, feliz, com o nascimento de dois herdeiros do sexo masculino. Após a morte do primeiro filho do casal, o Duque de Valois, Isabel teve depressão. Após o nascimento de Isabel Carlota de Orleans, a relação entre marido e mulher esfriou.
Após o nascimento de Isabel-Carlota de Orléans Isabel e Filipe concordaram em cessar as relações conjugais. Ele voltou-se para suas aventuras homossexuais e ela começou a escrever -  é estimado que Isabel Carlota tenha escrito cerca de 60.000 cartas ao longo de sua vida, das quais 5.000 sobreviveram.

## Morte

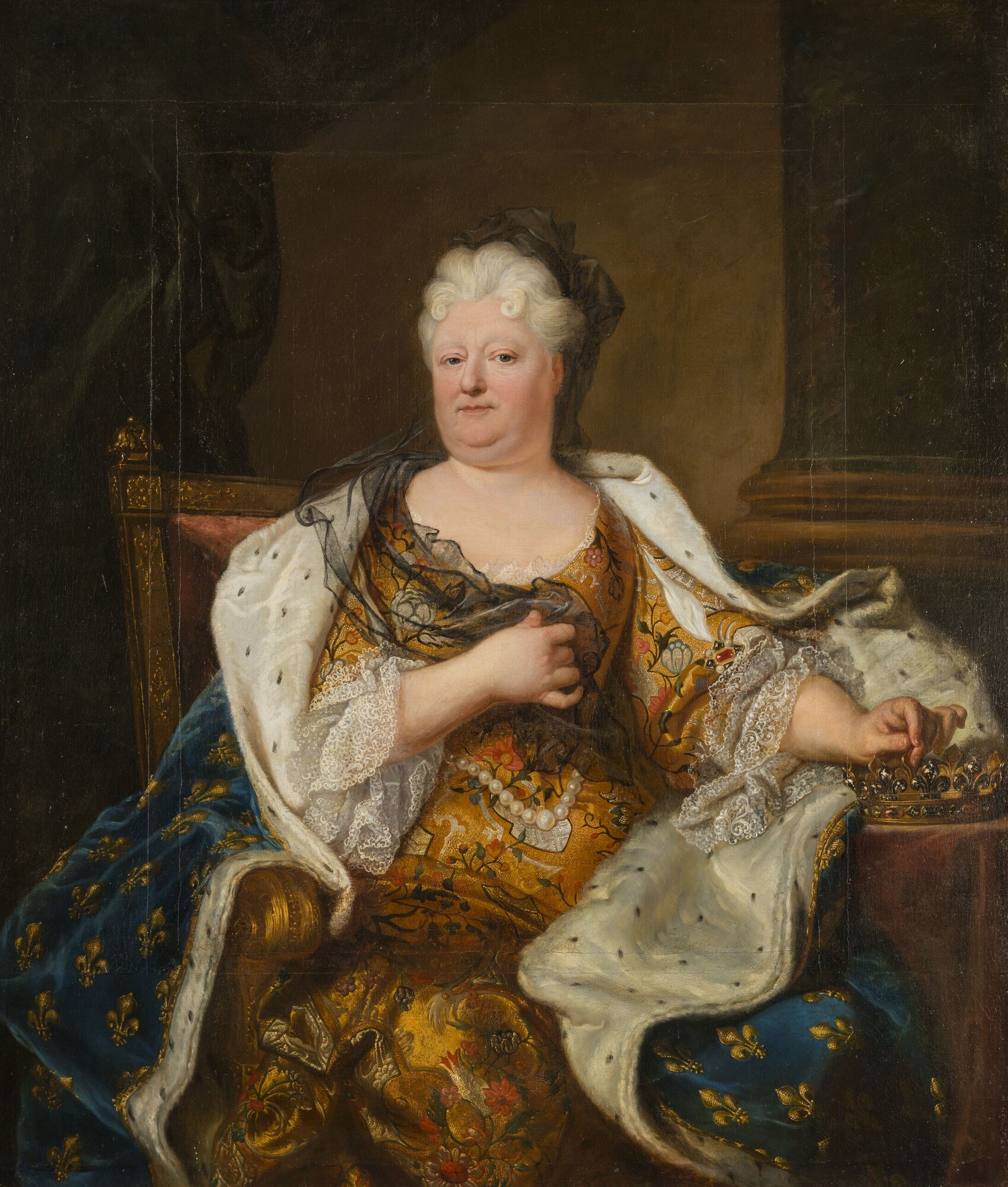
Isabel Carlota em seus últimos anos

Isabel Carlota morreu aos setenta anos em 8 de dezembro de 1722, no Castelo de Saint-Cloud, nos arredores de Paris. Ela e seu marido foram os fundadores da moderna Casa de Orleães. Seu único filho sobrevivente, Filipe II, Duque de Orleães, foi Regente da França durante a menoridade de Luís XV de França. Ela tornou-se a ancestral do Sacro Imperador Romano Francisco I, da Rainha Dona Maria II de Portugal, do Imperador Dom Pedro II do Brasil e do Rei Luís Filipe I de França. Através de sua filha, a Duquesa de Lorena, ela foi a bisavó paterna de Maria Antonieta, Rainha da França.

## Personalidade e aparência

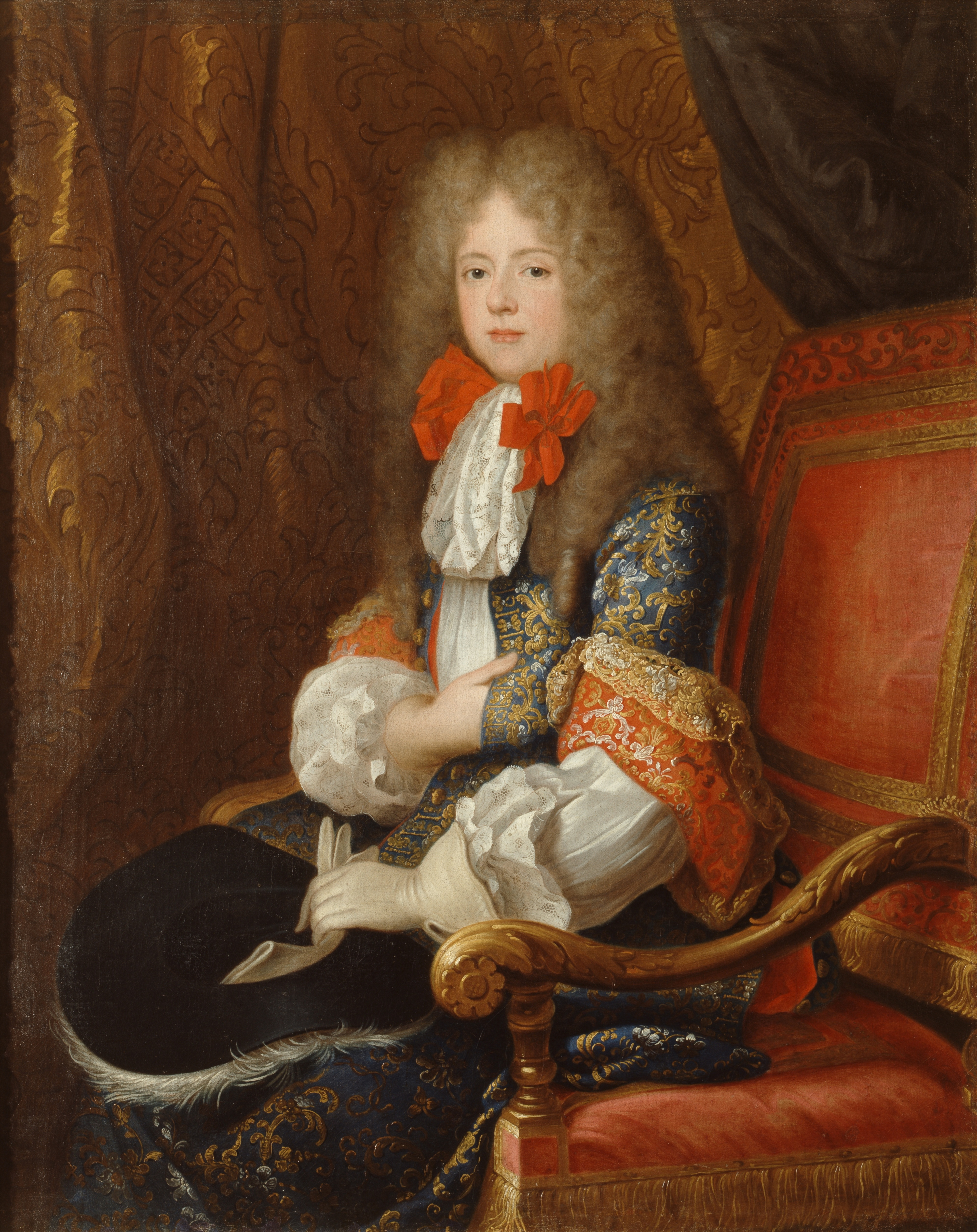
Isabel Carlota em trajes masculinos

Isabel Carlota foi descrita como impassível e masculina. Ela possuía o vigor para caçar o dia todo, recusando-se a usar a máscara que as francesas estavam acostumadas a usar para proteger sua pele enquanto assistiam seus homens caçarem. Seu rosto desenvolveu um olhar avermelhado e castigado pelo tempo. Ela caminhava rápido demais para a maioria dos cortesões acompanhar, salvo o rei. Ela tinha uma atitude "sem sentido". Seu apetite saudável a fez ganhar peso com o passar dos anos e, ao se descrever, ela comentou uma vez que seria tão boa para comer quanto um leitão assado. Criada como Protestante, ela não gostava de longas missas latinas. Ela permaneceu virtuosa e às vezes indignada com a infidelidade abertamente praticada pela aristocracia. Seus pontos de vista eram frequentemente o oposto dos prevalecentes na corte francesa.
- Variações de seus nomes, como Carlota Isabel, Isabel Carlota e Liselotte do Palatinado.
- Variações de seus títulos e designações territoriais, como Princesa Eleitora, Princesa Palatina, do Palatinado, do Reno , "a Palatina", etc. (também nas respectivas formas em francês e alemão).

Os títulos dinásticos a que ela tinha direito eram Condessa Palatina do Reno e de Simmern e Duquesa da Baviera. Na corte real da França, ela era conhecida, antes do casamento, como a Princesa Palatina Isabel Carlota e, posteriormente, embora seu título oficial fosse "Sua Alteza Real, Madame, Duquesa de Orleães", ela tinha o direito e invariavelmente atendia apenas pela designação de Madame como esposa do irmão mais novo do rei.

## Títulos e estilos
- 27 de maio de 1652 – 16 de novembro de 1671: "Sua Alteza Sereníssima, a Princesa Palatina Isabel Carlota,[1] Condessa Palatina de Simmern"
- 16 de novembro de 1671 – 9 de junho de 1701: Madame, Duquesa de Orleães"[1]
- 9 de junho de 1701 – 	8 de dezembro de 1722: Madame, Duquesa-viúva de Orleães"
  - Madame era o estilo predominante que lhe foi concedido no casamento.[1]

## Descendência

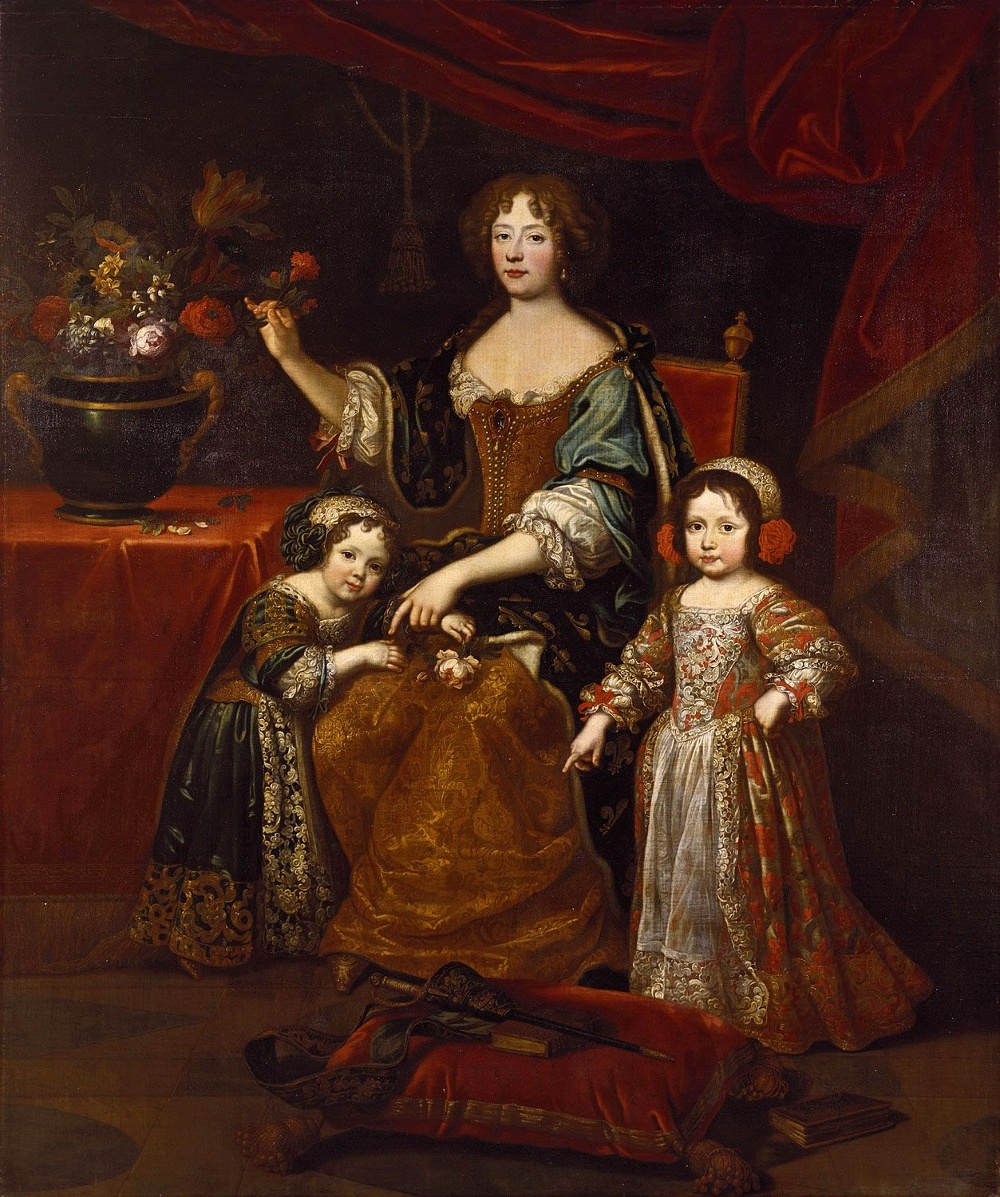
Isabel Carlota do Palatinado, Duquesa de Orleães, com seus filhos

| Imagem | Nome                            | Nascimento             | Morte                  | Notas                                                     |
| ------ | ------------------------------- | ---------------------- | ---------------------- | --------------------------------------------------------- |
|        | Alexandre Luís, Duque de Valois | 2 de julho de 1673     | 16 de março de 1676    | Morreu na infância                                        |
|        | Filipe II, Duque de Orleães     | 2 de agosto de 1674    | 2 de dezembro de 1723  | Casou-se com Francisca Maria de Bourbon, com descendência |
|        | Isabel Carlota de Orleães       | 13 de setembro de 1676 | 23 de dezembro de 1744 | Casou-se com Leopoldo, Duque de Lorena, com descendência  |

## Na cultura popular
Em 2014 foi interpretada pela atriz Paula Paulisib no filme Um Pouco de Caos, de Alan Rickman. Na série televisiva Versailles do Canal+, Isabel Carlota foi vivida pela atriz britânica Jessica Clark.